# Roberta Bondar
Roberta Lynn Bondar O.C., O.Ont, F.R.C.P.(C), kanadska nevrobiologinja, zdravnica patologinja in nevrologinja, astronavtka ter akademikinja, * 4. december 1945, Sault Ste. Marie, Ontario.
Leta 1968 je diplomirala iz zoologije in agronomija na Univerzi v Guelphu, leta 1971 končala magisterij iz eksperimentalne patologije na Univerzi Zahodnega Ontaria in leta 1974 doktorirala iz nevrobiologije na Univerzi v Torontu ter leta 1977 še iz medicine na Univerzi McMaster.
Leta 1981 je postala članica Kraljevega kolidža zdravnikov in kirurgov Kanade iz nevrobiologije. 
Tri leta pozneje, leta 1984, je začela astronavtsko urjenje. V vesolje je bila poslana kot del Nasine misije STS-42 (22. januar-30. januar 1992). Kasneje je več kot desetletje delovala kot vodja ekipe znanstvenikov, ki so s pomočjo podatkov o telesnih funkcijah astronavtov preučevali sposobnost obnove človeškega telesa po izpostavitvi pogojem kakršni vladajo med vesoljskimi poleti.
Med letoma 2003 in 2009 je bila kanclerka Univerze Trent.